# SOMUA
Somua, acronimo di Société d'outillage mécanique et d'usinage d'artillerie (Società di utensili meccanici e lavorazioni d'artiglieria), era una società francese che produceva veicoli e materiale militare. La compagnia era una consociata della Schneider et Cie e poi della Schneider Electric ed era situata a Saint-Ouen (Senna-Saint-Denis).

## Storia

### Gli inizi
La ditta Bouhey viene fondata nel 1861 dall'industriale Étienne Bouhey per la produzione di utensili meccanici e nel 1894 la ditta diventa la Usines Bouhey.
Nel 1914, gli stabilimenti "Bouhey" si fondono con gli stabilimenti "Farcot" di Saint-Ouen e "Champigneul" di Parigi, per formare la Société d'Outillage Mécanique et d'Usinage d'Artillerie (SOMUA) che passa sotto il controllo della Schneider e co. 
La nuova società stabilisce la sua sede a Saint-Ouen, con la costruzione di una grande fabbrica e avvia un programma di produzione che spazia dall'artiglieria leggera, la costruzione di camion, di trattori e di veicoli blindati tra cui il carro armato Schneider CA1.
Veicoli di produzione Somua:
- Somua S35
- Somua MCG
- Somua MCL